# 金蛙王
金蛙王，或作金蝸王。是高句麗建國神話裡的傳説人物。相傳他是東明王朱蒙的養父。
该神话人物的原型最早出现于中國古代文獻《後漢書 東夷傳》、《魏書 高句麗傳》、《論衡 吉驗篇》等古籍中东明王的养父。
高丽11世纪《三國史記》及《三國遺事》根据传说，叙述扶餘國王解夫婁年老無嗣，故向上天求子。一日，他騎馬來到一個叫鯤淵的湖邊，看到一塊岩石在流淚。國王感到不可思議，命人翻動岩石，結果發現一名金色蛙形（蝸形）的小孩。國王認為這是上天所賜之子，便取名「金蛙」，並立為太子。
後來宰相阿蘭弗聲稱自己得到天神的旨意，祂的子孫將在扶餘建立新國家，於是便勸解夫婁將都城遷移到東海之濱，一個叫迦葉原的地方，以避亡國之禍。解夫婁遷都之後國號東扶餘。後來金蛙王繼位，成為東扶餘王。三國史記說，解夫婁走後，解慕漱來到北扶餘自稱天帝之子。
金蛙王在太白山南邊的優渤水遇見一個名叫柳花的女子，柳花自稱是河伯之女，因為與天帝之子解慕漱私通而父母以无媒而从人将其赶出家门。後柳花受日光照射產下一卵，朱蒙自卵中誕生，金蛙王收養了朱蒙。
朱蒙離開東夫餘後建立高句麗。柳花在東扶餘逝世，金蛙王以王后之禮埋葬了柳花。
金蛙王死後，根據《三國史記．高句麗本紀．琉璃王本紀》記載，他的長子帶素繼承了扶餘王位。有人說金蛙王的傳說是由金閼智而來，是新羅人編做的。圖們江下游一直有與金蛙王有關的傳說。。

## 相关影视剧
- 《朱蒙》（주몽），主演全光烈

## 参照
- 朝鮮半島君主列表
- 三國史記　高句麗本紀 （页面存档备份，存于）
- 东明王
- 东明圣王